# Orthopodomyia ambremontis
Orthopodomyia ambremontis är en tvåvingeart som beskrevs av Jacques Brunhes och Hervy 1995. Orthopodomyia ambremontis ingår i släktet Orthopodomyia och familjen stickmyggor. Inga underarter finns listade i Catalogue of Life.